# Zhang Dechang
Zhang Dechang (chinesisch 张德常; * 23. August 1978 in Jining) ist ein chinesischer Steuermann im Rudern. Er war 2021 mit dem Frauen-Achter Olympiadritter.

## Sportliche Karriere
Der etwa 1,69 m große Zhang Dechang trat 2001 und 2002 mit dem chinesischen Männer-Achter im Ruder-Weltcup an. Bei den Asienspielen 2002 in Busan siegte er mit dem Achter.
Nach vier Jahren Unterbrechung war Zhang Dechang 2006 wieder im Weltcup dabei. Bei den Weltmeisterschaften 2006 belegte er mit dem Achter den elften Platz. Ein Jahr später erreichte der chinesische Achter den siebten Platz bei den Weltmeisterschaften in München. Bei den Olympischen Spielen 2008 in Peking verpasste der chinesische Achter um 0,05 Sekunden den Einzug in das A-Finale und belegte den siebten Platz vor dem Deutschland-Achter.
2010 gewann Zhang Dechang mit dem chinesischen Achter den Titel bei den Asienspielen in Guangzhou. Bei den Weltmeisterschaften 2010 wurde das Boot Neunter. Im Jahr darauf folgte der elfte Platz bei den Weltmeisterschaften in Bled. Damit war die Olympiaqualifikation für 2012 deutlich verpasst. Zhang Dechang beendete seine sportliche Karriere und wurde Trainer im Nachwuchsbereich. 
Fast zehn Jahre später kehrte er noch einmal zurück in den internationalen Spitzensport. Im Mai 2021 fand die letzte Qualifikationsregatta für die Olympischen Spiele in Tokio statt, dieses Rennen gewann der chinesische Frauen-Achter. In Tokio belegten Wang Zifeng, Wang Yuwei, Xu Fei, Miao Tian, Zhang Min, Ju Rui, Li Jingjing, Guo Linlin und Steuermann Zhang Dechang sowohl im Vorlauf als auch im Hoffnungslauf den dritten Platz. Diesen Platz erreichten sie auch im Finale und gewannen damit die Bronzemedaille hinter den Kanadierinnen und den Neuseeländerinnen. Im Ziel hatten die Chinesinnen eine Sekunde Rückstand auf die Zweitplatzierten und ebenfalls eine Sekunde Vorsprung auf das viertplatzierte Boot aus den Vereinigten Staaten.